# Bombus sonani
Bombus sonani är en biart som först beskrevs av Theodore Henry Frison 1934.  Bombus sonani ingår i släktet humlor, och familjen långtungebin. Inga underarter finns listade.

## Utseende
En liten humla, Taiwans minsta humleart, inte mycket större än det lokala östasiatiska honungsbiet. Ansikte, mellankropp och bakkropp har kraftig, gul päls; hos hanen har bakkroppen en del iblandade, svarta hår. Pollenkorgarna på honans bakskenben är svarthåriga.

## Taxonomi
Denna art har av vissa forskare betraktats som en form av Bombus parthenius.

## Ekologi
Arten har observerats pollinera dunörten Epilobium conspersum. Den föds upp kommersiellt för pollinering av grödor.

## Utbredning
Humlan är endemisk för Taiwan, där den är vanligt förekommande.